# Minh Hiếu lăng
Minh Hiếu lăng (tiếng Trung: 明孝陵; bính âm: Míng Xiào Líng; nghĩa đen 'Lăng mộ lòng hiếu thảo nhà Minh') hay gọi là Hiếu lăng là lăng mộ hợp táng của Hoàng đế Minh Thái Tổ Chu Nguyên Chương, người sáng lập ra triều đại nhà Minh, và Mã hoàng hậu. Nó nằm ở phía nam chân núi Tử Kim, phía Đông trung tâm lịch sử Nam Kinh. Minh Hiếu Lăng hùng vĩ và hoành tráng, đại diện cho thành tựu kiến trúc và nghệ thuật khắc đá cao nhất trong thời kỳ đầu nhà Minh, có sức ảnh hưởng lớn đến hình dạng và cấu tạo của các lăng tẩm hoàng gia nhà Minh - Thanh trong hơn 500 năm sau.
Việc xây dựng lăng mộ được Minh Thái Tổ cho tiến hành vào năm 1381 và hoàn thành vào năm 1405, dưới thời trị vì của con trai ông là Minh Thành Tổ Vĩnh Lạc, với một lượng lớn tài nguyên được sử dụng cùng 100.000 lao động. Bức tường ban đầu của lăng mộ dài hơn 22,5 km. Lăng được xây dựng dưới sự bảo vệ nghiêm ngặt của 5.000 quân lính. Đây là lăng mộ Hoàng gia lớn nhất tại Nam Kinh, và là một phần của Di sản thế giới Lăng tẩm Hoàng gia Minh-Thanh được UNESCO công nhận.
Truyền thuyết dân gian thời nhà Minh - Thanh kể rằng, để tránh việc cướp bóc lăng mộ, 13 đám rước giống hệt nhau bắt đầu từ 13 cổng thành để che giấu nơi chôn cất thực sự.